# 阿克莱乌纳
阿克莱乌纳是巴西戈亚斯州的一个市镇。总面积1565.989平方公里，总人口21436人，人口密度13.7人/平方公里。